# Polygonatum filipes
Polygonatum filipes är en sparrisväxtart som beskrevs av Elmer Drew Merrill, Charles Jeffrey och Mcewan. Polygonatum filipes ingår i släktet ramsar, och familjen sparrisväxter. Inga underarter finns listade i Catalogue of Life.